# لزلی فرا
لزلی فرا (انگلیسی: Lesley Fera؛ زادهٔ ) یک هنرپیشه اهل ایالات متحده آمریکا است. وی از سال ۱۹۹۸ میلادی تاکنون مشغول فعالیت بوده‌است.